# Victor Delbos
Victor Delbos (Figeac, 26 settembre 1862 – Parigi, 16 giugno 1916) è stato un filosofo e storico della filosofia francese.

## Biografia
Delbos è stato nominato docente alla Sorbona nel 1902. Nel 1911 divenne membro dell'Académie des Sciences Morales et Politiques. Scrisse principalmente su Spinoza, Nicolas Malebranche e Kant. Morì nel giugno 1916 per via di una miocardite infettiva causata da pleurite.

## Pubblicazioni
- Le problème moral dans la philosophie de Spinoza et dans l'histoire du spinozisme, Paris: Alcan, 1893
- La Philosophie pratique de Kant, 1905
- Le spinozisme : cours professé à la Sorbonne en 1912-1913, 1916
- La philosophie française, 1919
- Étude de la philosophie de Malebranche, 1924
- De Kant aux postkantiens, 1942